# It's Not Too Late
It's Not Too Late è il secondo album in studio del cantautore statunitense Neal Morse, pubblicato l'11 giugno 2001 dalla Radiant Records.

## Tracce
Testi e musiche di Neal Morse.
1. It's Not Too Late – 6:26
2. All The Young Girls Cry – 4:59
3. Leah – 4:02
4. The Angels Will Remember – 4:33
5. So Long Goodbye Blues – 4:39
6. The Change – 4:40
7. Broken Homes – 3:58
8. Oh Angie – 3:19
9. The Eyes of the World (George's Song) – 4:09
10. Ain't Seen Nothin' Like Me – 5:10
11. I Am Your Father – 4:19
12. Something Blue – 4:23
13. The Wind + The Rain – 6:09

## Formazione
Musicisti
- Neal Morse – voce, tastiera, chitarra
- Greg Westall – chitarra
- Brad Wetmore – basso
- Nick D'Virgilio – batteria
- Jordan Zimmerman – batteria
- Susanne Christian, Debbie Bresee – cori
- Chris Carmichael – strumenti ad arco
- Letty Jones – corno francese
- Jim Hoke, Neil Rosengarden – corni

Produzione
- Neal Morse – produzione
- Ken Love – mastering
- Terry Christian – missaggio